# Нескінченний добуток
У математиці, для послідовності чисел {\displaystyle a_{1},a_{2},a_{3},\dots } нескінченний добуток
{\displaystyle \prod _{n=1}^{\infty }a_{n}=a_{1}a_{2}a_{3}\dots }
визначається, як границя часткових добутків {\displaystyle a_{1}a_{2}\dots a_{n}} при {\displaystyle n\to \infty }. Добуток називається збіжним, коли границя існує і не рівна нулю. В іншому випадку добуток називається розбіжним. Випадок, в якому границя рівна нулю, розглядається окремо, для отримання результатів, аналогічних результатам для рядів.

## Властивості
Якщо добуток є збіжним, тоді необхідно виконується гранична рівність {\displaystyle \lim _{n\to \infty }a_{n}=1}. Отже логарифм {\displaystyle \ln a_{n}\,} визначений для всіх {\displaystyle n}, за винятком скінченного числа значень, існування яких не впливає на збіжність. Якщо всі члени послідовності {\displaystyle a_{n}} додатні то виконується рівність:
{\displaystyle \ln \prod _{n=1}^{\infty }a_{n}=\sum _{n=1}^{\infty }\ln a_{n},}
у якій збіжність ряду в правій частині рівносильна збіжності нескінченного добутку в лівій. Це дозволяє переформулювати критерій збіжності ряду в критерій збіжності нескінченних добутків. Для добутків, таких, що для будь-якого {\displaystyle n} виконується {\displaystyle a_{n}\geqslant 1}, позначимо {\displaystyle p_{n}=a_{n}-1}, тоді маємо {\displaystyle a_{n}=p_{n}+1} і {\displaystyle p_{n}\geqslant 0}, звідки слідує нерівність:
{\displaystyle 1+\sum _{n=1}^{N}p_{n}\leqslant \prod _{n=1}^{N}\left(1+p_{n}\right)\leqslant \exp \left(\sum _{n=1}^{N}p_{n}\right)}
яка показує, що нескінченний добуток {\displaystyle \prod _{n=1}^{\infty }a_{n}} збігається тоді і тільки тоді, коли збігається ряд {\displaystyle \sum _{n=1}^{\infty }p_{n}}.
У випадку {\displaystyle 0<a_{n}<1} для будь-якого {\displaystyle n} збіжність нескінченного добутку {\displaystyle \prod _{n=1}^{\infty }a_{n}} також еквівалентна збіжності ряду {\displaystyle \sum _{n=1}^{\infty }p_{n}}.
У загальному випадку збіжность рядів {\displaystyle \sum _{n=1}^{\infty }p_{n}} і {\displaystyle \sum _{n=1}^{\infty }p_{n}^{2}} є достатньою умовою збіжності {\displaystyle \prod _{n=1}^{\infty }a_{n}}.

### Приклади
Найбільш відомі приклади нескінченних добутків, деякі формули для {\displaystyle \pi }, такі як наступні два нескінченні добутки, доведені відповідно Франсуа Вієтом і Джоном Валлісом
{\displaystyle {\frac {2}{\pi }}={\frac {\sqrt {2}}{2}}\cdot {\frac {\sqrt {2+{\sqrt {2}}}}{2}}\cdot {\frac {\sqrt {2+{\sqrt {2+{\sqrt {2}}}}}}{2}}\cdots }
{\displaystyle {\frac {\pi }{2}}={\frac {2}{1}}\cdot {\frac {2}{3}}\cdot {\frac {4}{3}}\cdot {\frac {4}{5}}\cdot {\frac {6}{5}}\cdot {\frac {6}{7}}\cdot {\frac {8}{7}}\cdot {\frac {8}{9}}\cdots =\prod _{n=1}^{\infty }\left({\frac {4n^{2}}{4n^{2}-1}}\right)}

## Представлення функції у вигляді нескінченного добутку
Один важливий результат про нескінченні добутки — те, що будь-яка ціла функція {\displaystyle f}, з коренями {\displaystyle \{0\}\cup \{a_{n}\}}, де точка 0 — корінь порядку {\displaystyle \lambda }, може бути представлена у вигляді нескінченного добутку виду
{\displaystyle f(z)=z^{\lambda }e^{h(z)}\prod _{1}^{\infty }\left(1-{\frac {z}{a_{n}}}\right)\exp \left({\frac {z}{a_{n}}}+{\frac {1}{2}}\left({\frac {z}{a_{n}}}\right)^{2}+\dots +{\frac {1}{p_{n}}}\left({\frac {z}{a_{n}}}\right)^{p_{n}}\right)},
де {\displaystyle h} — деяка ціла функція, а невід'ємні цілі числа {\displaystyle p_{n}} підібрані так, щоб ряд {\displaystyle \sum _{n=1}^{\infty }\left({\frac {z}{a_{n}}}\right)^{p_{n}+1}} сходився.
При {\displaystyle p_{n}=0} відповідна множнику номер {\displaystyle n} експонента опускається (вважається рівною {\displaystyle \exp(0)=1}).

### Приклади
| Синус                      | {\displaystyle \sin \pi z=\pi z\prod _{n=1}^{\infty }\left(1-{\frac {z^{2}}{n^{2}}}\right)}                                                             |                                      |
| Гамма-функція              | {\displaystyle 1/\Gamma (z)=z\;{\mbox{e}}^{\gamma z}\;\prod _{n=1}^{\infty }\left(1+{\frac {z}{n}}\right)\;{\mbox{e}}^{-z/n}}                           |                                      |
| Сигма-функція Вейєрштрасса | {\displaystyle \sigma (z)=z\prod _{\omega \in \Lambda _{*}}\left(1-{\frac {z}{\omega }}\right)e^{{\frac {1}{2\omega ^{2}}}z^{2}+{\frac {1}{\omega }}z}} |                                      |
| Дзета-функція Рімана       | {\displaystyle \zeta (z)=\prod _{n=1}^{\infty }{\frac {1}{(1-p_{n}^{-z})}}}                                                                             | де pn — послідовність простих чисел. |